# Pinacoteca Diego Rivera
La Pinacoteca Diego Rivera fue creada con la finalidad de exhibir el arte visual de diferentes artistas reconocidos tanto nacionales como internacionales y  promover la actividad cultural del Estado de Veracruz y dar a conocer las obras de artistas contemporáneos de las artes plásticas. Este recinto es considerado dentro del estado de Veracruz como uno de los espacios más relevantes dentro de la cultura, así como también contener y exponer la colección del artista mexicano Diego Rivera.

## Antecedentes
Este recinto fue construido en el centro histórico de la ciudad de Xalapa, en el que al inicio se albergaba el Archivo del Estado de Veracruz pasó a formar parte de las obras arquitectónicas más reconocidas después de su remodelación y a su vez uno de los espacios culturales con mayor afluencia artística.

## Instalaciones
Contiene tres salas de exposiciones: 
- La "Sala Principal".
- La sala "Jorge Cuesta". ubicada en la planta baja
- La sala "Teodoro A. Dehesa" ubicada en la planta alta.

Dentro de la Sala Principal se expone la colección de Diego Rivera, mientras que los espacios abiertos al trabajo de talentosos artistas que desean exponer su obra se encuentran las salas Jorge Cuesta y Teodoro Adehesa.

## Actividades
Cuenta con exposiciones de artistas contemporáneos que cambian periodicamente, esto con la finalidad de ofrecer una gama de diferentes propuestas culturales a lo largo del año. 

### Conferencias
La Pinacoteca Diego Rivera brinda al público conferencias relevantes cuyo tema central, es el enfoque o la relación con la temática de la exposición que se presenta en esa época del año. Participan destacados artistas, escritores e investigadores relacionados con la presentación artística del momento.

## Ubicación
Se ubica en  Xalapa, Veracruz, en la calle J. J. Herrera 5 , esquina con Ursulo Galván, colonia  Xalapa Enríquez Centro.

## Horarios
- lunes	cerrado
- martes	10:00–18:00
- miércoles 10:00–18:00
- jueves	10:00–18:00
- viernes 10:00–18:00
- sábado	10:00–18:00
- domingo 10:00–18:00